# Plebani Dół

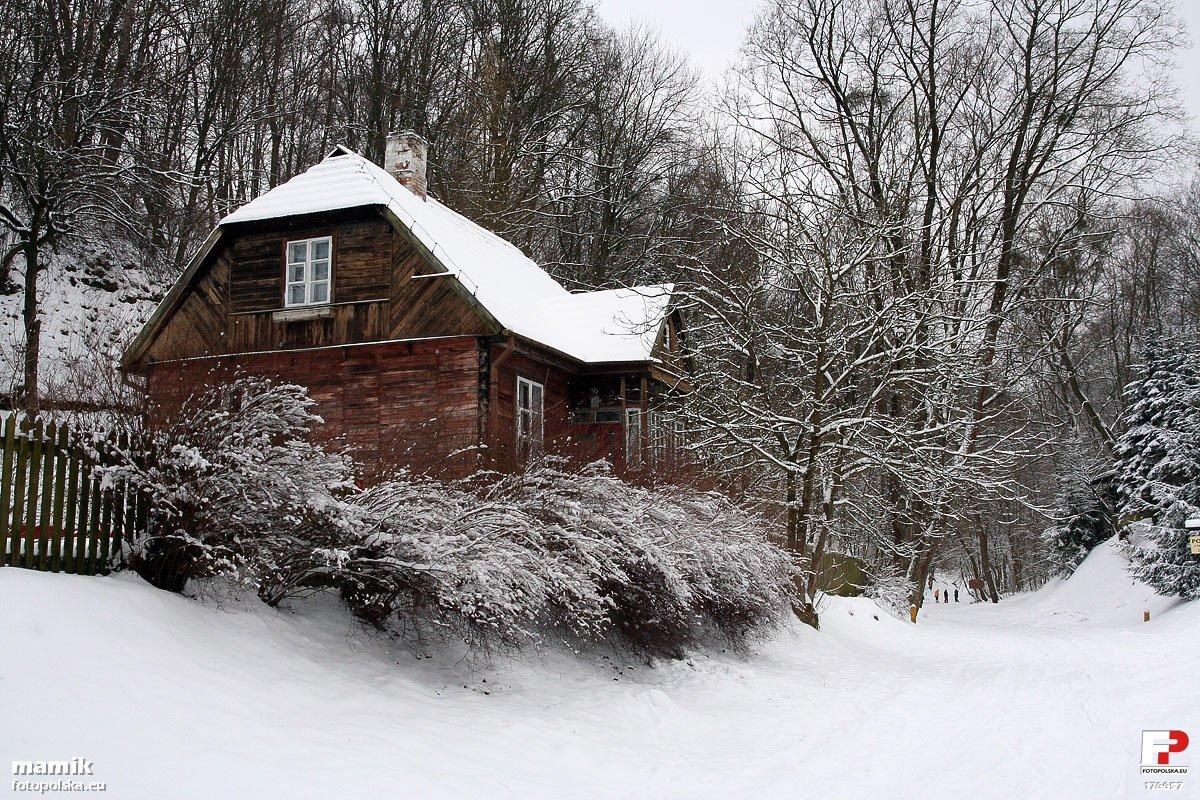
Plebani Dół zimą

Plebani Dół – wąwóz na terenie miasta Kazimierz Dolny, na prawym brzegu Wisły, pomiędzy Wąwozem Małachowskiego na wschodzie, a cmentarzem na zachodzie. Stanowi fragment krawędzi doliny Wisły (Małopolski Przełom Wisły).

## Historia
Nazwa pojawia się począwszy od końca XVI wieku. Była stosowana zarówno w stosunku do wąwozu, jak i "ulicy idącej w Plebani Dół". W 1793 ulicy nadano oficjalną nazwę Reformackiej, która jednak nie przyjęła się i z czasem przestała być stosowana. W 1829 wymieniono ogródek rekreacyjny "na Plebańskim Dole przy ulicy tak zwanej". Nazwa ta odnotowana została jeszcze w latach 1857 i 1865. Na planie miasta z 1909 ulica nosiła nazwę Polanowskiej, pochodzącą od drogi na Polanówkę. W latach 50. XX wieku ulica uzyskała nazwę Partyzantów, która również nie utrzymała się. Obecnie nosi miano Plebanka.
Przy ulicy znajdują się tyły zabudowań klasztoru reformatów.

## Turystyka
Teren wąwozu wykorzystywany jest w okresie zimowym jako trasa kuligów, a latem wozów konnych.